# Litoria vagabunda
Litoria vagabunda là một loài ếch thuộc họ Pelodryadidae.
Đây là loài đặc hữu của Indonesia.
Môi trường sống tự nhiên của chúng là rừng ẩm vùng đất thấp nhiệt đới hoặc cận nhiệt đới và các vùng đô thị.